# Людина епохи Відродження
Людина епохи Відродження — комедійний фільм 1994 року.

## Сюжет
Білл Рего (Денні Де Віто), пересічний рекламний агент, втратив роботу. В агентстві з працевлаштування для нього знайшлося лише тимчасове місце викладача англійської мови та літератури на військовій базі, що готує солдатів для американської армії. Мимоволі вимушений погодитися, Білл спочатку взявся до роботи без ентузіазму. Ще менший інтерес до занять проявили його підопічні - молоді й, в більшості своїй, малоосвічені солдати. Налагодити контакт з учнями Біллу допомагає його улюблений твір Вільяма Шекспіра — «Гамлет»..